# Austrofestuca littoralis
Austrofestuca littoralis är en gräsart som först beskrevs av Jacques-Julien Houtou de La Billardière, och fick sitt nu gällande namn av Evgenii Borisovich Alexeev. Austrofestuca littoralis ingår i släktet Austrofestuca och familjen gräs. Inga underarter finns listade i Catalogue of Life.